# Rhipidia pumilistyla
Rhipidia pumilistyla är en tvåvingeart som först beskrevs av Alexander 1978. Rhipidia pumilistyla ingår i släktet Rhipidia och familjen småharkrankar.
Artens utbredningsområde är Panama. Inga underarter finns listade i Catalogue of Life.